# Giro delle Fiandre 2000
Il Giro delle Fiandre 2000, ottantaquattresima edizione della corsa e valido come secondo evento della Coppa del mondo di ciclismo su strada 2000, fu disputato il 2 aprile 2000, per un percorso totale di 270 km. Fu vinto dal belga Andrej Tchmil, al traguardo con il tempo di 6h48'17" alla media di 39.678 km/h.
Partenza a Bruges con 185 corridori di cui 96 portarono a termine il percorso.

## Squadre partecipanti
| N.      | Cod. | Squadra                          |
| ------- | ---- | -------------------------------- |
| 1-8     | FAR  | Farm Frites                      |
| 11-18   | TEL  | Team Deutsche Telekom            |
| 21-28   | MAP  | Mapei-Quick Step                 |
| 31-38   | ONC  | ONCE-Deutsche Bank               |
| 41-48   | FAS  | Fassa Bortolo                    |
| 51-58   | RAB  | Rabobank                         |
| 61-68   | A2R  | AG2R Prévoyance                  |
| 71-78   | KEL  | Kelme-Costa Blanca               |
| 81-88   | COF  | Cofidis, le Crédit par Téléphone |
| 91-98   | VIT  | Vitalicio Seguros-Grupo Generali |
| 101-108 | LAM  | Lampre-Daikin                    |
| 111-118 | VIN  | Vini Caldirola-Sidermec          |
| 121-128 | MCJ  | Memory Card-Jack & Jones         |

| N.      | Cod. | Squadra                         |
| ------- | ---- | ------------------------------- |
| 131-138 | FDJ  | La Française des Jeux           |
| 141-148 | LOT  | Lotto-Adecco                    |
| 151-158 | LIQ  | Liquigas-Pata                   |
| 161-168 | FES  | Festina                         |
| 171-178 | USP  | US Postal Service               |
| 181-188 | SAE  | Saeco-Valli & Valli             |
| 191-198 | MER  | Mercatone Uno-Albacom           |
| 201-208 | PLT  | Team Polti                      |
| 211-218 | C.A  | Crédit Agricole                 |
| 221-228 | PAL  | Palmans-Ideal                   |
| 231-238 | COS  | Collstrop-De Federale Verzeker. |
| 241-248 | VLA  | Vlaanderen 2002-Eddy Merckx     |

## Ordine d'arrivo (Top 10)
| Pos. | Corridore         | Squadra        | Tempo    |
| ---- | ----------------- | -------------- | -------- |
| 1    | Andrej Tchmil     | Lotto-Adecco   | 6h48'17" |
| 2    | Dario Pieri       | Saeco          | a 4"     |
| 3    | Romāns Vainšteins | Vini Caldirola | s.t.     |
| 4    | Erik Zabel        | Deutsche Tel.  | s.t.     |
| 5    | Tristan Hoffman   | Memory Card    | s.t.     |
| 6    | Fabio Sacchi      | Polti          | s.t.     |
| 7    | Léon van Bon      | Rabobank       | s.t.     |
| 8    | Peter Van Petegem | Farm Frites    | s.t.     |
| 9    | Zbigniew Spruch   | Lampre-Daikin  | s.t.     |
| 10   | Markus Zberg      | Rabobank       | s.t.     |